# Wielgie (Łódź)
Pour les articles homonymes, voir Wielgie.
Wielgie est une localité polonaise de la gmina d'Ostrówek, située dans le powiat de Wieluń en voïvodie de Łódź.